# Palazzo Della Rovere

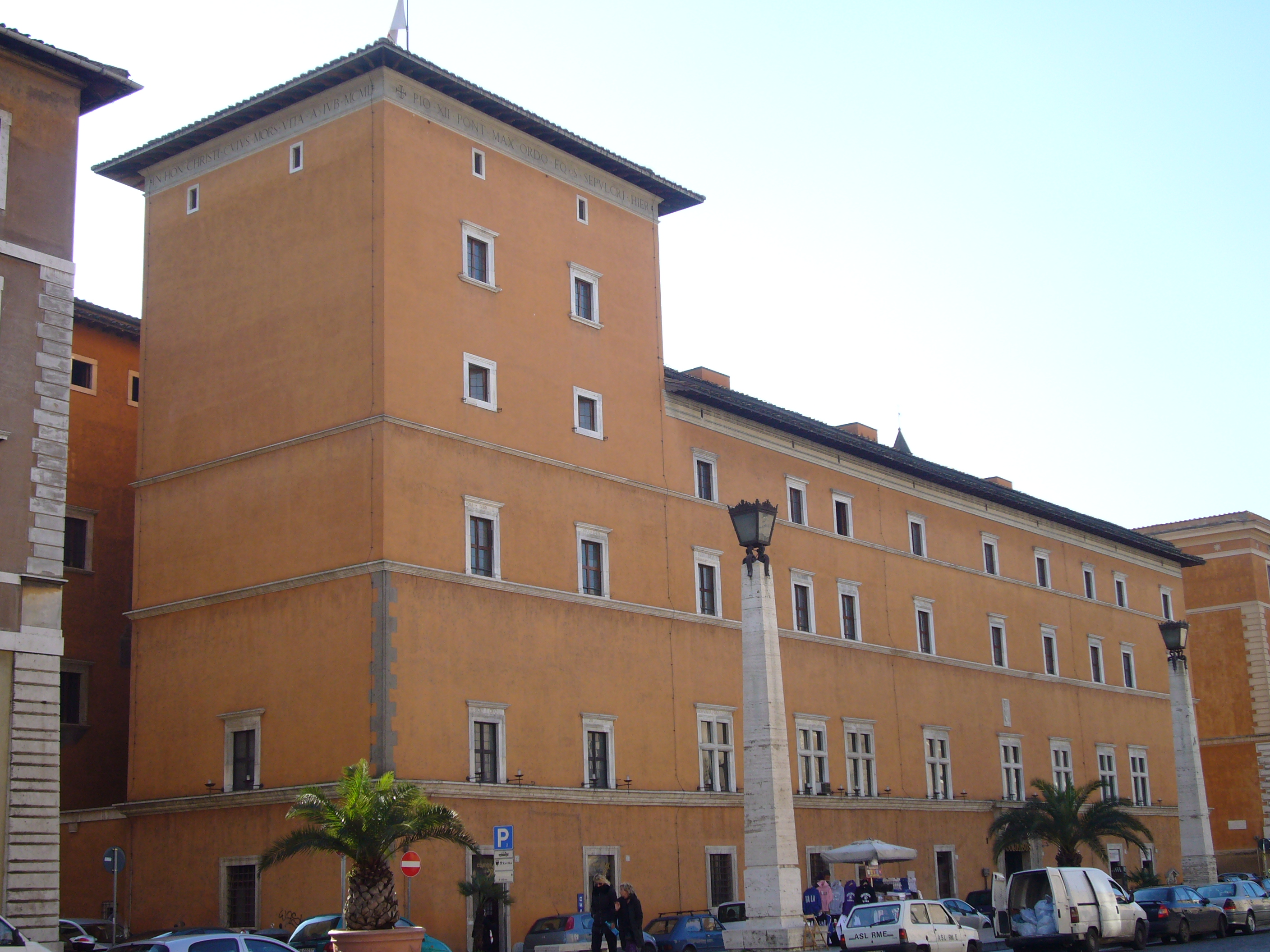
Palazzo Della Rovere

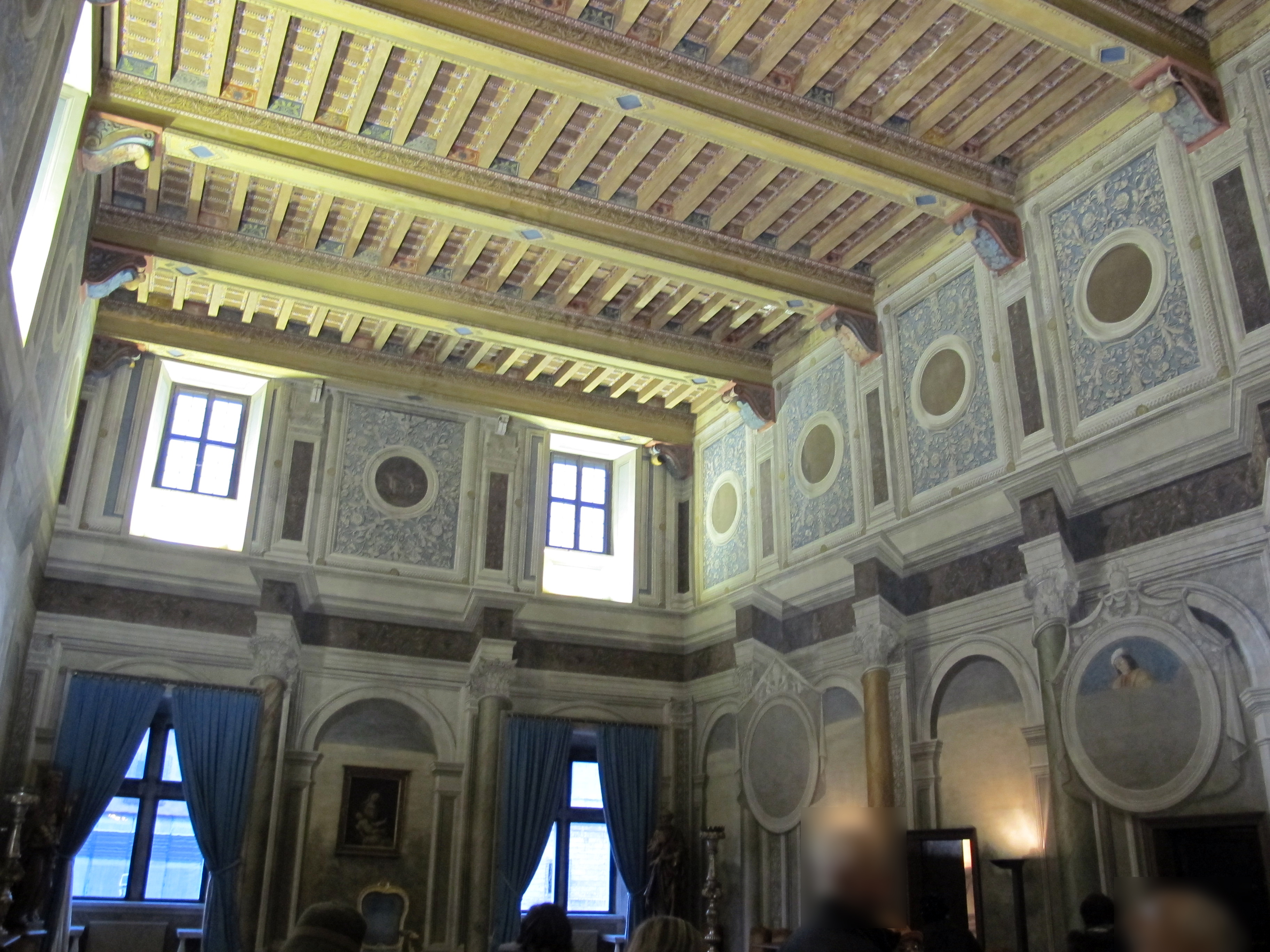
Innenansicht

Der Palazzo Della Rovere (oder Palazzo dei Penitenzieri – Palast der Büßer) ist ein ehemaliger Kardinalspalast an der Via della Conciliazione in Rom. Erbaut wurde er zwischen 1480 und 1490. Seit 1945 ist der Palast Sitz des Päpstlichen Ritterordens vom Heiligen Grab zu Jerusalem.

## Kardinalspalast
Der Palazzo wurde von Domenico della Rovere, Kardinalpriester von San Clemente und Neffe des Papstes Sixtus IV., in Auftrag gegeben und zwischen 1480 und 1490 von dem Architekten Baccio Pontelli im Borgo (Piazza Scossacavalli) erstellt. Der Florentiner Architekt Pontelli orientierte sich eng an den architektonischen Stil des Palazzo Venezia, einem der wichtigsten Gebäude im 15. Jahrhundert in Rom. Über 300 Jahre lang war der Palast als Palazzo dei Penitenzieri bekannt.
Seit 1945 ist der Palast administrativer Ordenssitz des Ritterordens vom Heiligen Grab zu Jerusalem und seit 1950 zudem Sitz des ordenseigenen Hotel Columbus. Die fünf Säle des Piano nobile mit einem Deckengemälde von Pinturicchio beherbergen die offiziellen Empfangsräume des Ordens. Die weiteren Räumlichkeiten sind mit dekorativen Wand- und Deckengemälden verziert. Im linken Flügel des Palazzo, im Bereich des Hotel Columbus, bietet das alte Refektorium einen Blick auf den mit Bäumen bestandenen Innenhof. Die Hotelzimmer haben Fresken aus dem Jahre 1552 von dem Florentiner Maler Francesco Salviati.
Der Palast steht unter Denkmalschutz und war nur im Hotelbereich des ehemaligen Hotels Columbus zu besichtigen. 2023 wurde das Hotel vom Orden an die Fort Partners Group vermietet, die dort ein Hotel unter der Leitung der Four-Seasons-Hotelgruppe betreibt.

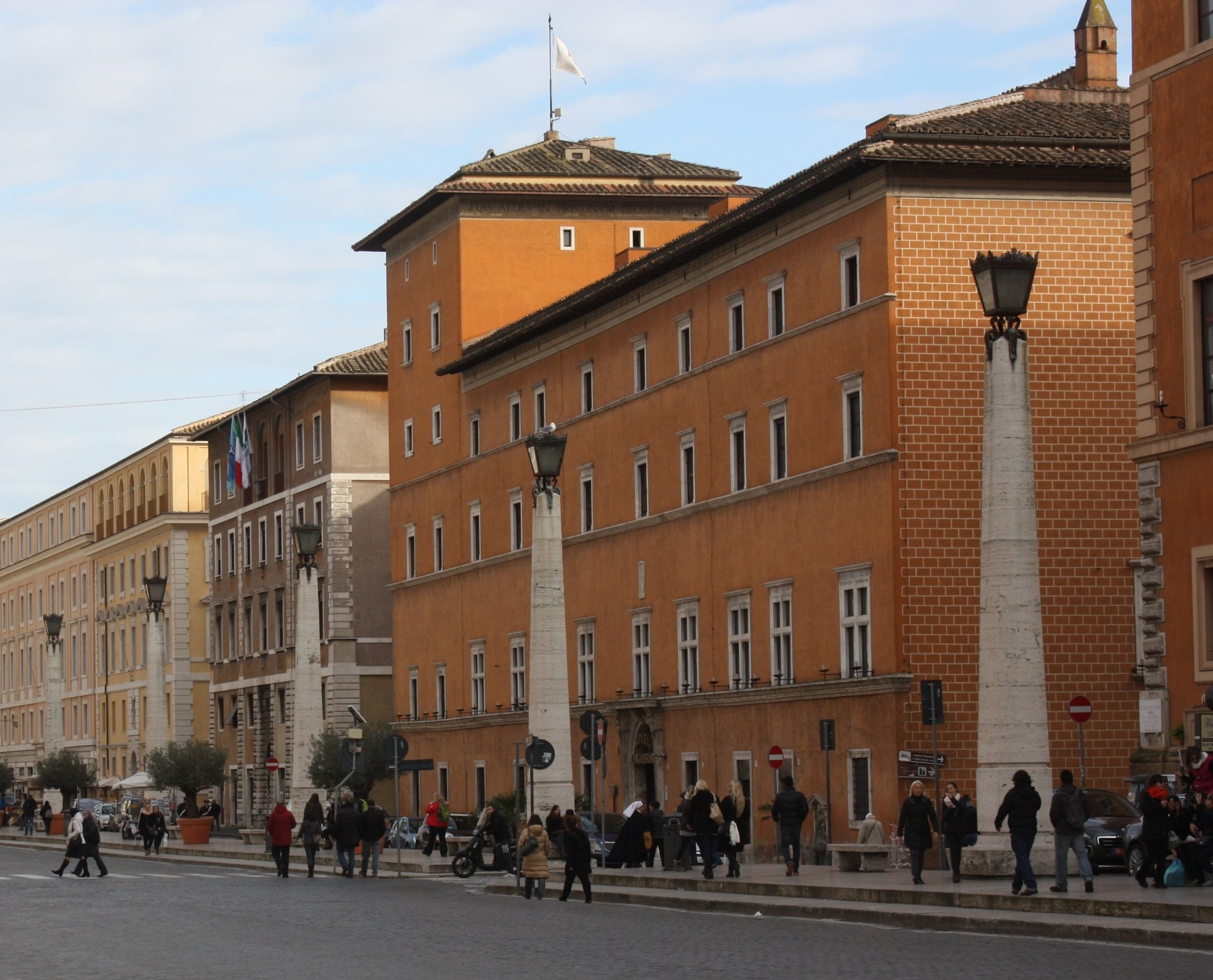
Palazzo Della Rovere
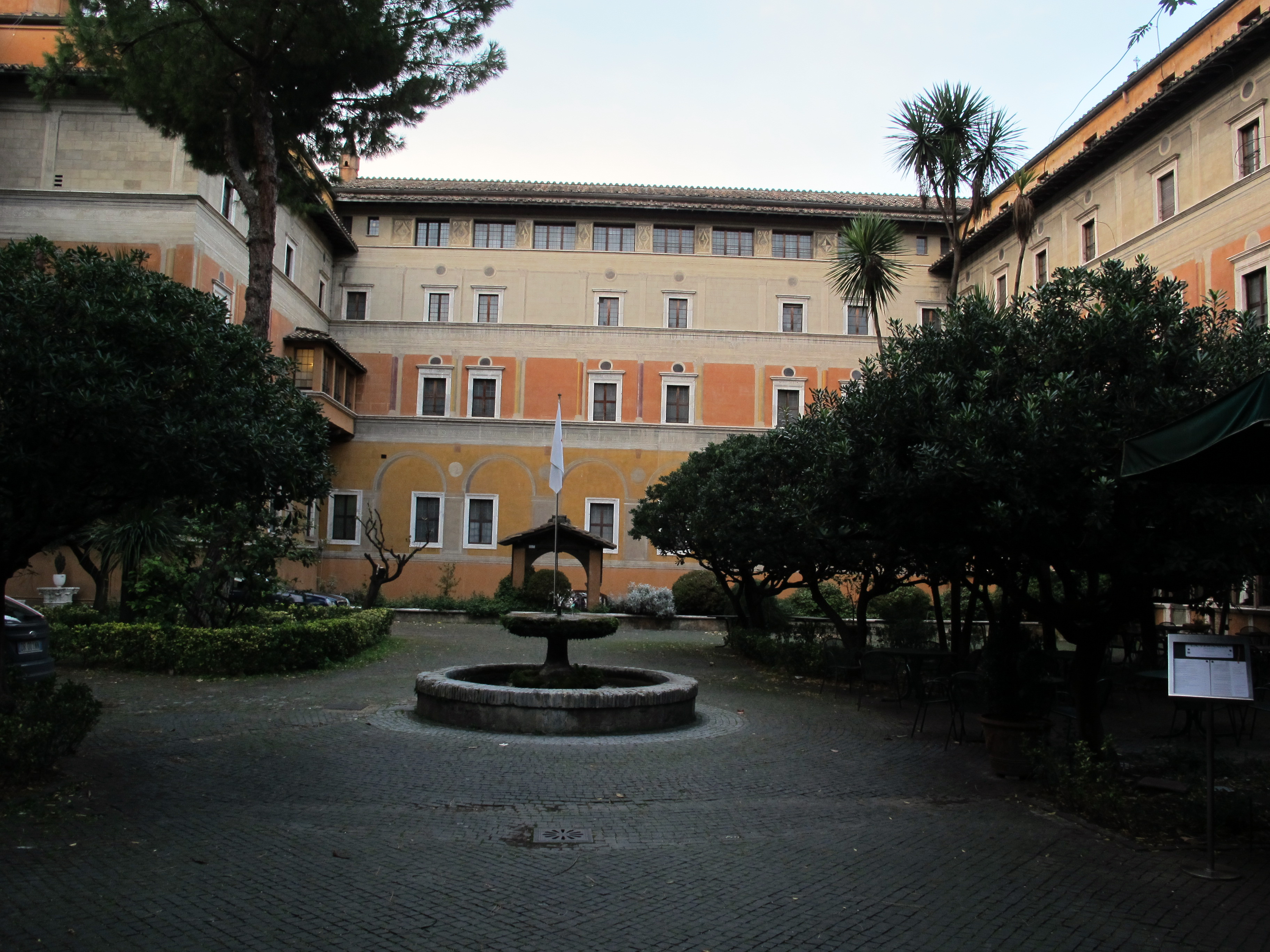
Innenhof
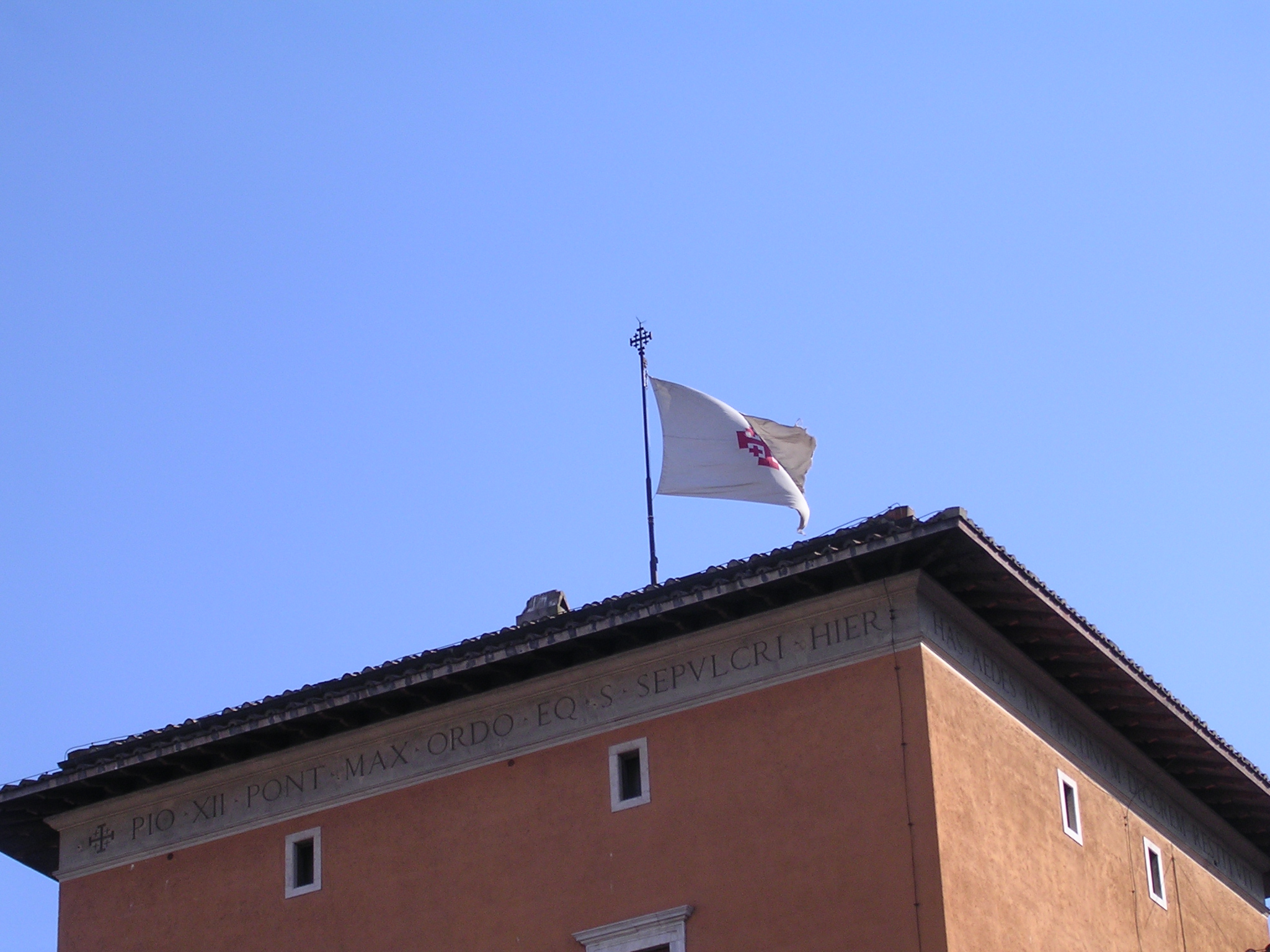
Fahne des Ritterordens vom Heiligen Grab

## Theater des Nero
Im Innenhof wurden 2020 bis 2023 die Überreste des Theater des Nero (Theatrum Neronis) ausgegraben. Das von Plinius  erwähnte Privattheater („theatrum peculiare trans Tiberim in hortis“) ließ sich Kaiser Nero als Privattheater erbauen, in dem er bei dem von ihm begründeten Fest der Juvenalien als Sänger auftrat. Ausgegraben wurden Fundamente und Mauerteile zweier Bauten aus opus latericium. Während das größere der beiden Gebäude ein zweistöckiges Bühnenhaus und einen halbkreisförmigen Zuschauerraum enthielt, die mit weißen und farbigen Marmorplatten und vergoldetem Stuck dekoriert waren, hatte das kleinere wohl Service-Funktionen, etwa als Aufbewahrungsort für Garderobe und Requisiten. Die Gebäude wurden bereits im 2. Jahrhundert nach Christus, wahrscheinlich während der Herrschaft Hadrians, teilweise wieder abgerissen. Die übrigen Gebäudeteile dienten im Mittelalter als Herstellungs- und Verkaufsort für Pilger-Andenken; gefunden wurden Krüge, Glaskelche, Keramik, Werkzeuge aus Knochen zur Herstellung von Musikinstrumenten, Pilgerabzeichen und Rohlinge für Rosenkränze.
Die Mauerreste werden nach der geplanten Publikation der Grabung wieder zugeschüttet. Die Kleinfunde sollen dann in einem neuen Museum im Palazzo della Rovere ausgestellt werden.